# Roger III de Carcassona
Roger III de Carcassona, (? - 1067) va ser comte de Carcassona i Rasès, vescomte de Besiers i Agde del 1059/1060 al 1067. És el darrer representant masculí de la nissaga dels comtes de Carcassona.
Era l'únic fill masculí de Pere II, comte de Carcassona i Rasès, i vescomte de Besiers i Agde i de la seva dona Rangarda de La Marca, i va succeir al seu pare quan va morir cap al 1060. Roger III va morir el 1067, sense deixar la posteritat de la seva dona Sibil·la, testificada el 1064.
La seva mort va provocar una disputa en la successió entre per una banda els seus cosins, els comtes de Foix, i per l'altra la seva germana Ermengarda i el seu marit Ramon Bernat Trencavell, vescomte d'Albi i Nimes.